# Puig de la Fiola
El Puig de la Fiola és una muntanya de 828 metres que es troba al municipi d'Albanyà, a la comarca catalana de l'Alt Empordà.